# Paul Fréart de Chantelou
Pour les articles homonymes, voir Fréart.
Paul Fréart de Chantelou (1609-1694), ingénieur militaire de son état, est un collectionneur français du XVIIe siècle.
Il a fréquenté et encouragé des artistes majeurs de l'époque, en particulier Nicolas Poussin (1594-1665) et Gian Lorenzo Bernini (1598-1680).

## Biographie

### Origines
Paul Fréart de Chantelou est le benjamin parmi les trois frères Fréart (Jean, Paul et Roland). Il est le fils de Jean III Fréart de Chantelou, grand prévôt de la maréchaussée du Maine et de Madeleine Lemaire, fille du lieutenant-général du Maine et d’Avoye Sublet. Entre autres charges, Paul avait celle de gouverneur de Château-du-Loir.

### Fréart de Chantelou et l'Italie

#### 1630
De 1630 à 1635, Paul Fréart de Chantelou se rend en Italie avec son frère Roland et fait la rencontre de Poussin, Stella et Charles Errard, c'est durant cette période qu'il commence à collectionner des antiques et des peintures.

#### 1640
Après être devenu le secrétaire de son cousin François Sublet de Noyers et avoir été chargé de la fortification de Turin en 1639, Fréart de Chantelou repart en Italie à la demande de celui-ci, avec son frère, pour que Poussin revienne en France et décore la Galerie du Louvre. Il leur est également demandé de ramener des copies d'antiques, ils réalisent donc des moulages de la colonne Trajanne et de chapiteaux antiques tandis que Charles Errard qui avait déjà été envoyé sur les lieux par Sublet de Noyers réalise pour eux 40 dessins pour de grandes gravures et 8 vignettes.
C’est durant ce voyage que les deux frères rencontrent Le Bernin et Cassiano dal Pozzo avec lesquels ils se lient. Paul et Roland Fréart rentrent en France le 17 décembre 1640 avec Nicolas Poussin.

#### 1643
Le dernier voyage de Fréart de Chantelou en Italie s'effectue sans son frère, celui-ci ayant décidé de se retirer au Mans depuis la disgrâce de Sublet de Noyers. Fréart de Chantelou refuse néanmoins la charge d'intendant des Bâtiments du roi par respect pour son cousin.

## Chantelou et Poussin

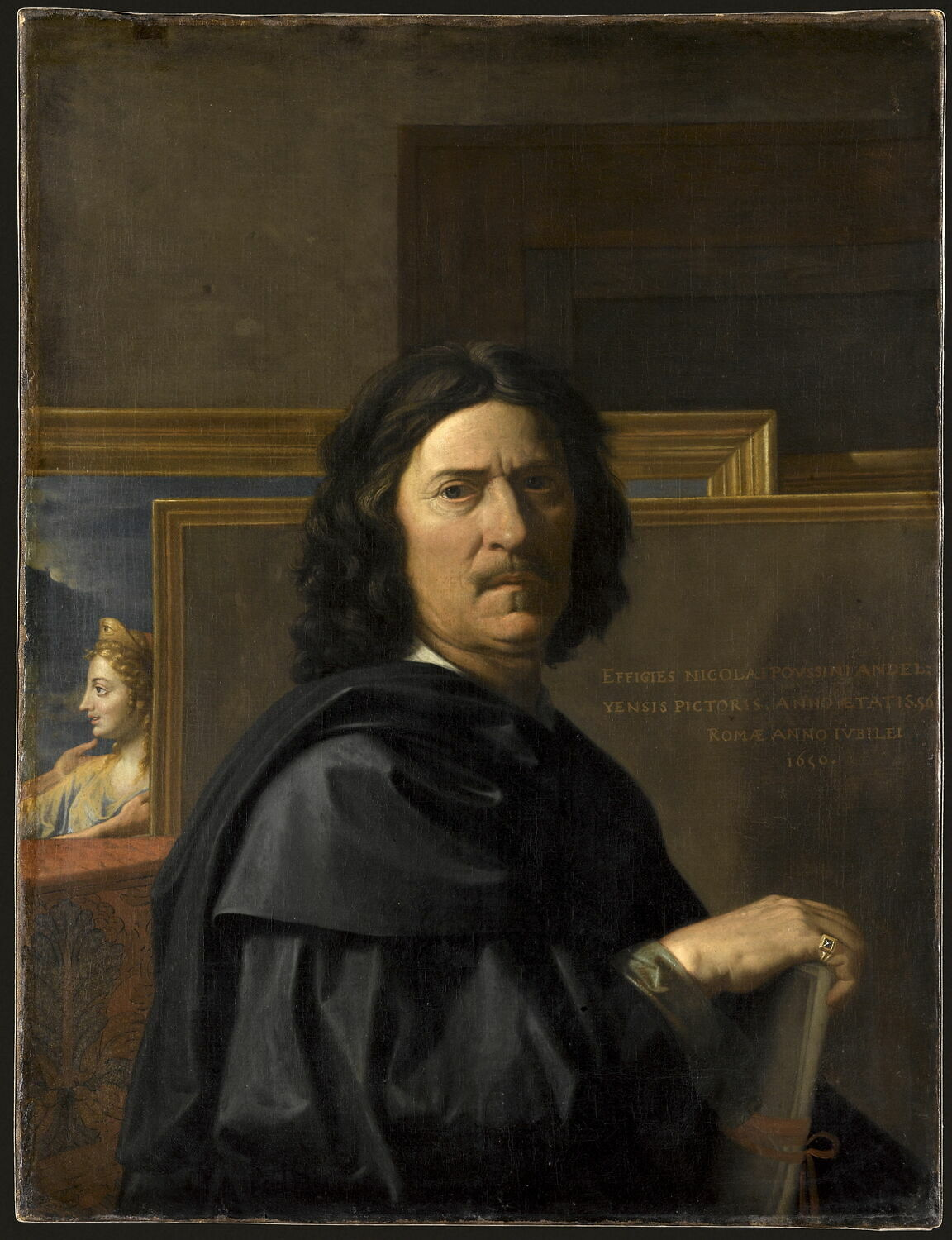
Autoportrait, de Nicolas Poussin.

Le retour de Poussin à Paris en 1640 serait sans doute resté un échec si l'artiste ne s'était pas attaché une prestigieuse clientèle d'amateurs parisiens, parmi lesquels Chantelou fut l'un des plus influents. Les deux hommes ont d'ailleurs entretenu une longue correspondance qui constitue, encore aujourd'hui, une source riche de détails sur la vie de l'artiste et sa conception artistique d'alors.
Parmi les commandes que Chantelou fit à Poussin depuis Paris, on compte notamment la série des Sept sacrements (1644-1648) appartenant à la collection du duc de Sutherland et actuellement en dépôt à la National Gallery d'Edimbourg, ainsi que le célèbre Autoportrait (1650) conservé au musée du Louvre. Chantelou possédait également Les Israélites recueillant la manne dans le désert (1637-1639).

## Chantelou etBernin
En 1665, Louis XIV, par l'intermédiaire de son ministre Colbert, appelle Bernin à Paris dans le cadre du projet de restructuration du Louvre. Le roi désigne Chantelou pour l'accueillir et l'accompagner durant son séjour parisien, du 2 juin au 15 octobre 1665.
De cette rencontre naît un journal que Chantelou a voulu très précis, et qu'il a rédigé quasiment au jour le jour, depuis l'arrivée de Bernin à Paris au début de juin jusqu'à son départ, cinq mois plus tard. Initialement destiné à son frère qui habitait en province et n'avait pu assister à cette rencontre, ce Journal est devenu un document de premier plan, tant d'un point de vue artistique qu'historique. En effet, il nous renseigne non seulement sur la personnalité de l'artiste et sa conception de l'art, mais également sur la vie quotidienne des gens de cour ; cette confrontation entre le roi de France et l'artiste italien le plus renommé de son temps révèle ainsi toute sa portée politique.